# 海口港

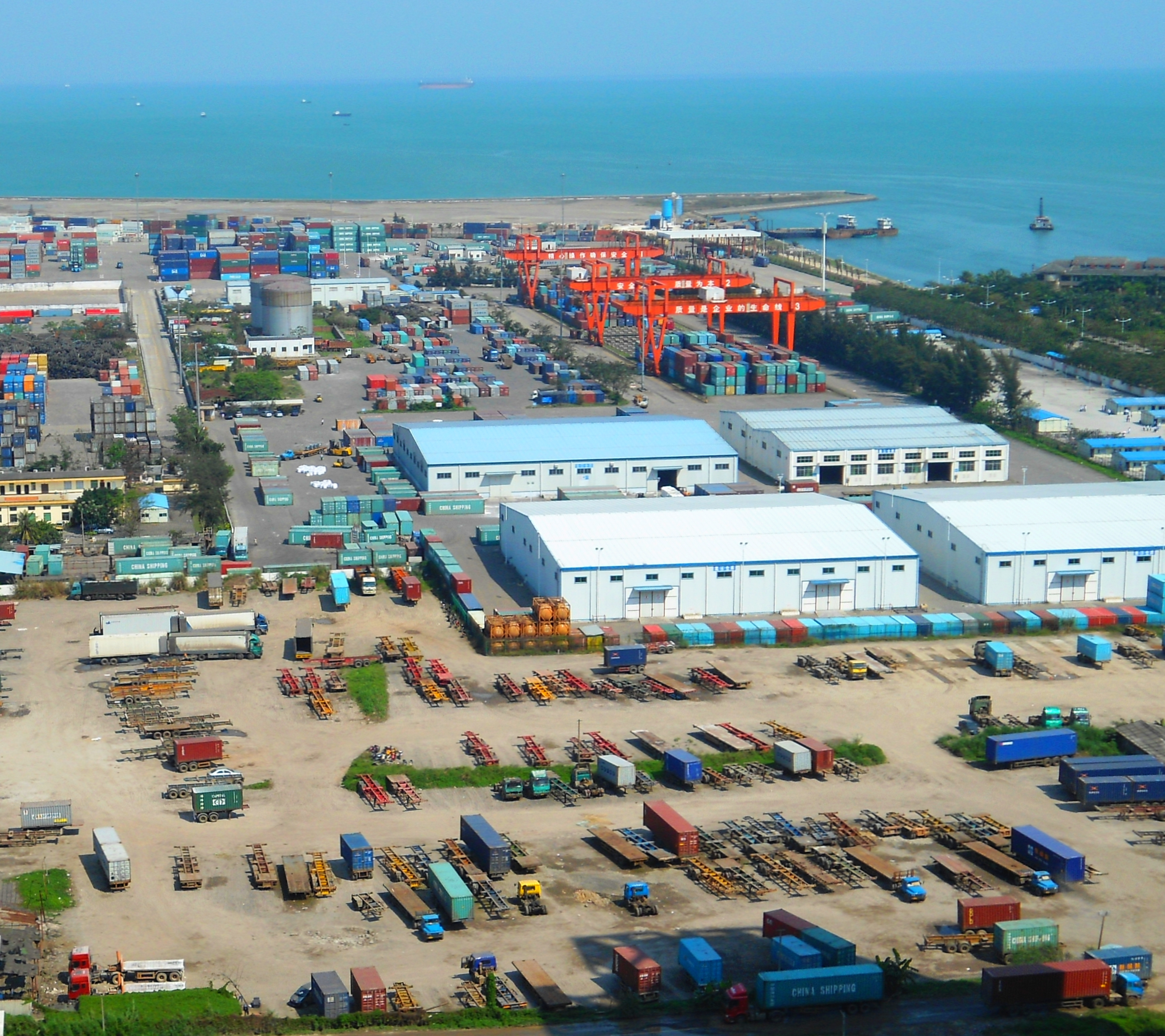
秀英港区

海口港位于海南省海口市，为全国主要港口之一和海南省最大的港口，目前有三个港区，2017年集装箱吞吐量达到163.3万标准箱。

## 历史

### 早期历史

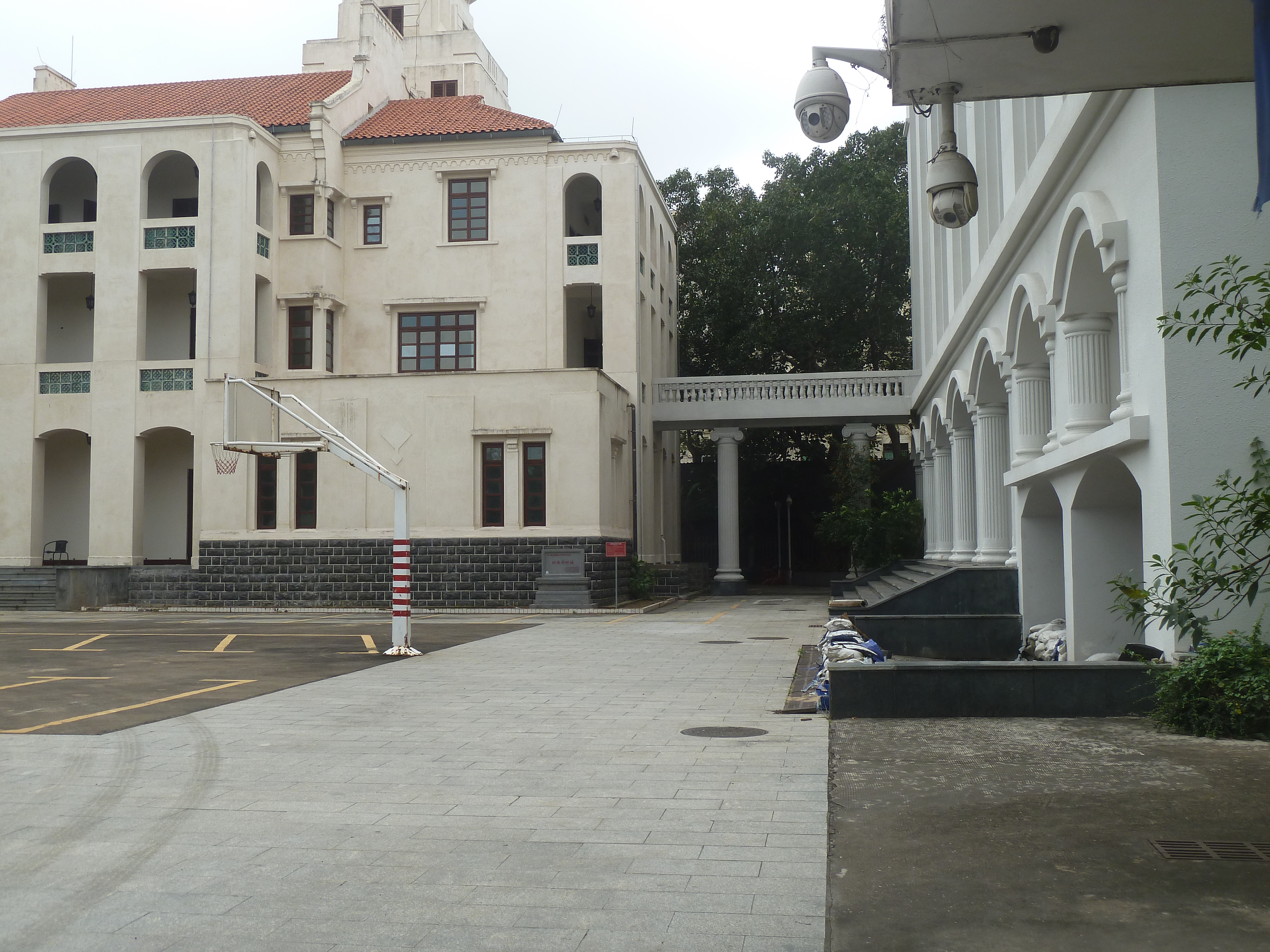
海口海关旧址

南宋时期白沙津由飓风海浪冲击自成一港，时称“神应港”。后又产生一片浦滩地，时称海口浦(亦称环海浦)。自明朝以来海口浦成为琼州客商往来的中心和货物集散地。清设“常关总局”，此时期港口对外贸易有较大发展。
1858年，天津条约辟琼州为通商口岸。1876年琼州海关(简称“琼海关”)在海口设立。同时成立琼海关税务公署，并在长堤建设码头。1925年海口所城城墙拆除，建长堤码头堤岸，连成今天的长堤路。1926年海口设市，始称海口市，长堤码头便因此成为海口港码头。1934年由商人集资在秀英湾西海滨兴建浅水码头1座，因其邻近书场村而称为书场码头，1935年投入使用。一年后，因港口离市区远，陆上交通不方便，改作驳船停泊码头，后因被台风海浪袭击毁坏而作废。
海南日占时期，日军于1940年在原书场码头东侧建1座长74.9米，宽16—20米的秀英栈桥码头，俗称秀英码头。在第二次世界大战后期遭到英美飞机轰炸。加之因国共内战等原因码头无法得到修复，几近荒废。

### 中华人民共和国时期
1950年海口港分为长堤码头、秀英码头。
1952年底对秀英码头进行修复；原长堤岸的内港码头进行了航道和港池疏浚。
1956年海口港址迁至秀英，秀英码头改称为海口港，俗称秀英港；长堤港址称内港(后经扩建工程又称海口新港)。
1984年1月交通部海南港务管理局成立。海口港更名为海口港务公司，属交通部海南港务管理局领导。

#### 新港
为海口港长堤码头，前称海口内港，1973年海口内港扩建工程开工。1976年3月竣工，扩建后年吞吐量可达40万吨。同年8月广东省政府将海口内港更名为“海口新港”，并成立海口新港港务局。1985年增建轮渡码头。1996年货物吞吐量达410万吨，进出口旅客327万人次，汽车通过量30.5万辆次。2011年已停止使用，全部功能转移至秀英港。

#### 秀英港
为海口港秀英码头，1952年海口港秀英码头动工修复。1954年正式投产，年设计通过能力15万吨。1974年进行二次扩建，扩建后年设计通过能力35万吨。1983年动工兴建客运码头、东驳岸、西驳岸工程，1985年投产。1990年代建设万吨级泊位和新的国内轮渡客运大楼。1996年货物吞吐量达533.9吨。集装箱码头工程于2009年投产。

#### 新海港
古称“烈楼港”，位于今秀英区新海村，隋唐期间为岛内货物运输主要港口，后因距离府城较远，岛内货物运输和仕商往来不便，因此，烈楼港逐渐衰落。后作为新海乡渔港使用。2013年，新海港轮渡码头一期开工建设，并于2015年底建成投产。二期于2016年开工，2017年建成投产。

#### 马村港
为解决海南岛内电力供应问题，1986年4月于马村兴建马村电厂，同时建马村港卸煤港口码头，1987年12月建成。1988年经国务院批准为临时进出外籍油轮的口岸。同年9月验收合格投产。1989年海南裕环厂和中国石化各在马村港建成一座专用码头。2007年兴建散杂货码头。

## 港区分布
海口港现有秀英港，新海港，马村港三座港区。
- 秀英港区：位于海口市秀英区滨海大道，主要承担琼州海峡客滚船业务及集装箱业务。按照规划，未来秀英港区将改造成为邮轮码头并保留短途客运，海上执法，救援，后勤保障功能。[4]
- 新海港区：位于海口市秀英区长流镇新海村，2015年建成，主要承担琼州海峡及北海航线客滚船业务。未来海口港的汽车滚装运输业务将全部转移至此。
- 马村港区：位于澄迈老城镇马村，目前承担原秀英港区的散杂货业务，另有电厂码头，油轮码头等专用码头。待四期集装箱码头建成后承接秀英港区的集装箱业务。

## 港口设施

### 秀英港
分为集装箱码头，散货码头，轮渡码头三种不同功能的码头，共有近30个生产泊位，最大可停泊5万吨级船舶，配备塔吊15座，其中轻型塔吊3座。集装箱吊7座，其中轻型集装箱吊1座。客运方面拥有5000吨级渡轮泊位7座，3000吨级渡轮泊位5座。建有5000平米客运大楼一座。另配备海警，后勤保障等专用码头。

### 新海港

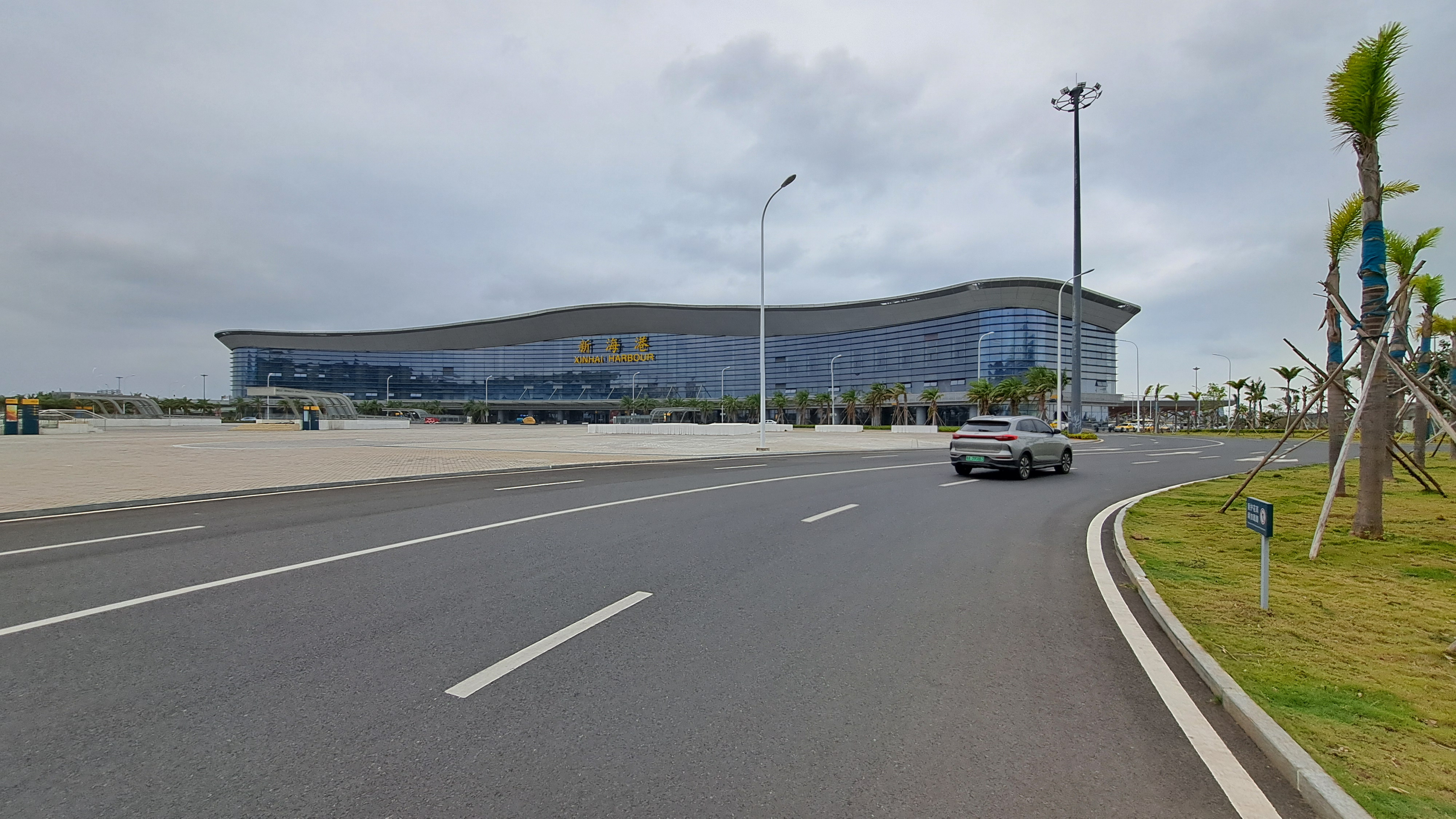
海口新海港

为渡轮码头，共有16座轮渡泊位，其中5000吨级泊位14座，1万吨级泊位2座。拥有临时客运大楼一座，另配备货车检查站，交通征稽等设施。目前正在建设码头综合枢纽项目，计划于2022年建成。

### 马村港
为散货码头，生产泊位共计2座，均为4万吨级泊位。另有电厂专用码头3.5万吨级泊位1座，共配备14台塔吊及2台轻型塔吊。